# Thibaut Fauconnet
Thibaut Fauconnet (* 23. April 1985 in Dijon) ist ein ehemaliger französischer Shorttracker.
Schon im Alter von 17 Jahren startete Fauconnet mit der Staffel erstmals im Shorttrack-Weltcup, der im Dezember 2002 in Italien stattfand. Dort schied er jedoch bereits im Vorlauf aus, auch bei der Juniorenweltmeisterschaft 2003 in Budapest scheiterte er in jedem Rennen spätestens im Viertelfinale. Im gleichen Jahr nahm er, ebenfalls ausschließlich mit der Staffel, an der Europameisterschaft teil. Diesmal gewann er sogar die Bronzemedaille hinter dem italienischen und britischen Team. Sein erstes Einzelweltcuprennen über 500 Meter beendete er erst im Viertelfinale, wo er als Dritter knapp die nächste Runde verpasste. Bei weiteren Weltcupstationen der Saison 2003/04 gelangen Fauconnet erneut gute Resultate, darunter ein Halbfinaleinzug über 1500 Meter beim Saisonabschluss. Den größten Erfolg des Winters erreichte er aber bei der Junioren-WM 2004 in Peking, wo er mit der Staffel die Bronzemedaille gewann.
Die ersten drei Weltcups der Saison 2004/05 verpasste der Franzose, dann erreichte er bei den drei verbliebenen erneut gute Ergebnisse, obwohl er zum wiederholten Male die Finalläufe verpasste. Bei der Europameisterschaft 2005 verteidigte die französische Staffel ihre Medaille nicht, auch Fauconnet blieb in den Einzelrennen wieder ohne Finalteilnahme. Da er an jedem der zwölf möglichen Einzelrennen des Weltcups 2005/06 an den Start ging, erreichte er den zehnten Rang im Gesamtweltcup und den elften im 1500-Meter-Disziplinenweltcup, obgleich er auch in jenem Winter alle Finals verpasste. Als Bronzemedaillengewinner auf der 1000-Meter-Strecke bei der Europameisterschaft 2006 erlangte er dennoch seinen größten Einzelerfolg bis dahin in jener Saison, zudem gewann er mit der Staffel die Silbermedaille. Als einer der acht erfolgreichsten Athleten der Europameisterschaft qualifizierte er sich außerdem auch für das 3000-Meter-Superfinale, wo er jedoch disqualifiziert wurde und so in der Allround-Wertung auf den achten Platz zurückfiel.
In der Saison 2006/07 ging Fauconnet nur bei wenigen Weltcups an den Start, erreichte aber dennoch einige Top-10-Platzierungen. Mit der Staffel gelang ihm beim Weltcup in Heerenveen, an dem allerdings viele Topläufer nicht teilnahmen, sogar der dritte Platz. Mit dem Streckensieg über 500 Meter bei der Europameisterschaft 2007 gelang ihm zum zweiten Mal in Folge die Qualifikation für das Superfinale, das er, wie auch den Mehrkampf (Overall-Wettbewerb), auf dem vierten Rang beendete. Dabei fehlten ihm nur fünf Punkte zur Bronzemedaille von Yuri Confortola. Ebenfalls Vierter wurde er mit der Staffel. Bei der Weltmeisterschaft platzierte er sich auf dem 28. Rang bei 56 Teilnehmern. Im Weltcup 2007/08 erreichte der Franzose erst beim Saisonabschluss mit einem siebten Rang über 500 Meter sein einziges Top-10-Resultat. Auch bei der Europameisterschaft 2008 im lettischen Ventspils verteidigte er seine guten Ergebnisse vom Vorjahr nicht und wurde schließlich nur 13. ohne Finaleinzug. Mit der Staffel gewann er jedoch wieder eine Medaille, diesmal die bronzene. Der 15. Rang bei der Weltmeisterschaft in Gangneung reichte fast an das Ergebnis der Europameisterschaft heran, die Staffel ging hier nicht an den Start.
Im Shorttrack-Weltcup 2008/09 gelangen Fauconnet bereits bei den ersten Weltcupstationen auf der 1500-Meter-Distanz weitere Top-10-Resultate. Sein erstes Einzelpodium erreichte er beim vierten Weltcup in Nagano, wo er hinter dem Südkoreaner Sung Si-bak und dem Chinesen Han Jialiang Platz drei belegte. Im Dezember 2010 war sein Dopingtest beim Weltcup in Shanghai positiv auf das Stimulanz Tuaminoheptan und er wurde für 18 Monate gesperrt.
Bei den Olympischen Winterspielen 2022 in Peking arbeitete er als Kommentator.